# Vịnh Fundy

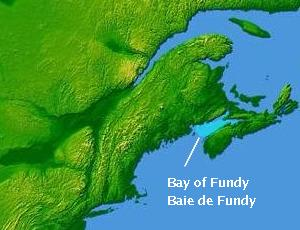
Vịnh Fundy, nằm ở bờ biển phía đông bắc Mỹ

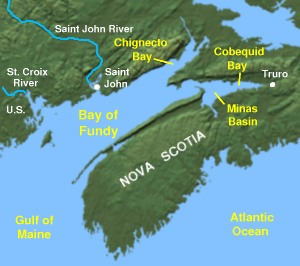
Và các vùng của nó

Vịnh Fundy là một vịnh trên bờ biển Đại Tây Dương thuộc Bắc Mỹ, nằm ở cuối vịnh Maine về phía đông bắc giữa tỉnh bang New Brunswick và Nova Scotia của Canada, với một phần nhỏ tiếp giáp với tiểu bang Maine của Hoa Kỳ.